# Dracula (1958)
Dracula (bra: O Vampiro da Noite; prt: O Horror de Drácula) é um filme britânico de 1958, dos gêneros horror e fantasia, dirigido por Terence Fisher. É o primeiro de uma série de filmes de horror do estúdio inglês Hammer Film Productions, numa revisão até então moderna do clássico de Bram Stoker. Estrelado por Peter Cushing e Christopher Lee, recebeu nos Estados Unidos o título de Horror of Dracula, para que não gerar infração dos direitos autorais com o filme de 1931, estrelado por Béla Lugosi.
Foi filmado no Bray Studios a partir de novembro de 1957, com um investimento orçado em £81,000.00 (oitenta e uma mil libras esterlinas).
Este filme constitui-se na primeiro do cinema que teve seu enredo mesclando o fantástico, romance e sensualidade - até então sem precedentes. O sucesso da fita provocou a realização, em 1960 de outro, espécie de seqüência, The Brides of Dracula.

## Sinopse
Jonathan Harker chega ao castelo do Conde, passando-se por bibliotecário. Ali dentro ele é assustado por uma jovem mulher, que lhe implora socorro, dizendo-se uma prisioneira. A moça treme de pavor com o surgimento de Drácula, que surge sobre uma grande escadaria. O Conde cumprimenta Jonathan e o conduz para um aposento, como hóspede - mas ali é trancado. Jonathan começa a escrever no seu diário, ocasião em que é revelada sua verdadeira intenção ao hospedar-se ali: viera para matar o vampiro.
A estranha mulher volta a lhe pedir auxílio e, fingindo chorar, morde-lhe o pescoço. Drácula surge e, violentamente, afasta-a de sua vítima. O casal sai e Jonathan fica preocupado em tornar-se, também ele, um vampiro. Então explora o castelo, indo até um lugar onde ficam os caixões em que Drácula e sua mulher se ocultam ao amanhecer. Tomando de uma estaca, decide primeiro matar a fêmea-vampiro. Os gritos desta despertam o Conde e, quando Jonathan abre-lhe a tumba, esta já está vazia - e Drácula o espera, à saída.
É depois desta cena que a história efetivamente tem início, com a chegada do Dr. Van Helsing, que procura por seu amigo Jonathan. Fica horrorizado por encontrá-lo dormindo num caixão, qual vampiro. Cravando-lhe uma estaca no peito, Van Helsing parte de volta à Inglaterra, para dar a triste notícia à noiva do morto, Lucy, que está acompanhada por seu irmão Arthur Holmwood e a esposa, Mina.
Arthur despede-se apressadamente de Helsing, mas logo depois vai em busca de sua ajuda, pois a irmã está estranhamente adoentada. Compreendem que o Conde, sequioso de vingança, deseja substituir sua mulher assassinada por Jonathan pela noiva deste, Lucy.
Lucy transforma-se numa vampira, e tenta seduzir uma sobrinha, sendo impedida em seus intentos com a chegada de Van Helsing e Arthur, que salvam a menina. O médico sugere que usem Lucy para localizarem Dracula, mas Arthur se opõe, então ela é colocada num caixão.
Os dois recebem a notícia de que um caixão havia chegado e deveria ser entregue recentemente em a mansão alugada pelo Conde, que ignoram onde seja. Chegando, por subornos, até onde a peça mortuária deveria estar, ela já desaparecera. De volta para casa, encontram Mina num estado estranho. Decidem voltar a investigar o paradeiro do caixão mas, antes de partir, Arthur pede à esposa para segurar um crucifixo. Ela reluta e, quando ele encosta-lhe a peça sagrada, sua pele queima-se, criando uma cicatriz: Mina grita e, num salto, desmaia.
Van Helsing localiza o caixão num porão, e cerca o lugar com várias cruzes, mas o Conde o prende ali, raptando Mina. Arthur liberta o médico, dando início a uma perseguição, em que 
Drácula tem pressa para retornar ao seu esconderijo, antes que amanheça. Antes, porém, ele tenta enterrar Mina num cemitério, e é ali descoberto. Acabam por ficar todos cercados no interior da mansão.
Drácula começa a enforcar Van Helsing que, fingindo desmaio, é solto. Reunindo as forças, o médico abre uma fresta nas cortinas, por onde penetra a luz solar. Fazendo uma cruz com castiçais, força o Conde em direção aos raios luminosos.  
Drácula é feito em pó, ao contato com o sol, enquanto Van Helsing assiste, horrorizado, a cena da destruição do seu inimigo. Mina recupera sua humanidade, enquanto a cicatriz da queimadura desaparece, à medida que o Conde vira cinzas, deixando inteiro apenas seu estranho anel.

## Elenco
- Peter Cushing - Doutor Van Helsing
- Christopher Lee -  Conde Drácula
- Michael Gough - Arthur Holmwood
- Melissa Stribling - Mina Holmwood
- Carol Marsh - Lucy
- Olga Dickie - Gerda
- John Van Eyssen - Jonathan Harker
- Valerie Gaunt - Vampira
- Janina Faye - Tania (creditado como Janine Faye)
- Barbara Archer - Inga
- Charles Lloyd Pack - Dr. Seward
- George Merritt - Policial
- George Woodbridge - Senhorio
- George Benson - Oficial da alfândega
- Miles Malleson - Agente funerário
- Geoffrey Bayldon - Porteiro
- Paul Cole - Rapaz